# Front de lutte pour l'indépendance nationale de la Guinée
Le front de lutte pour l'indépendance nationale de la Guinée ou Frente de Luta pela Independencia Nacional da Guiné, abrégé FLING, est un parti politique socialiste démocrate indépendantiste de Guinée-Bissau. Formé dans les années 1950. 

## Contexte

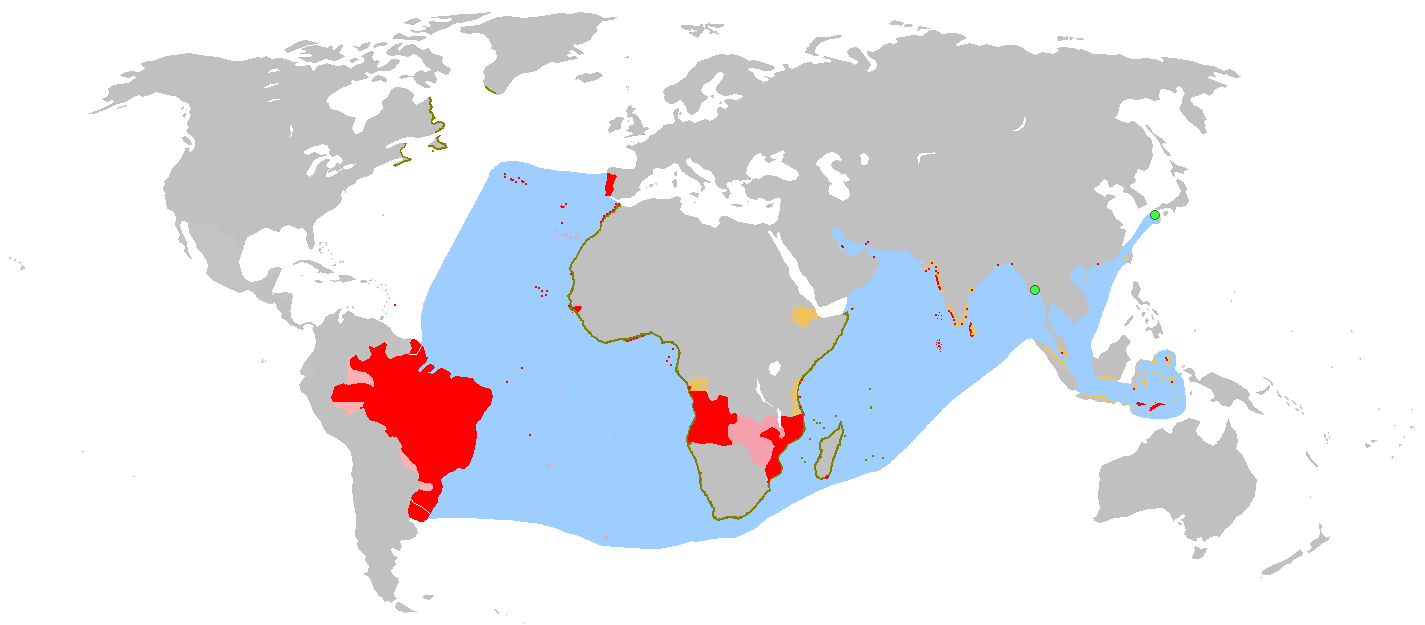
Empire portugais

Les explorations portugaises de l'ouest africain commencent entre 1419 et 1488, ce sont les premiers à poser le pied en Afrique dans le but de coloniser. Vers 1456, Diogo Gomes découvre les "rivières de Guinée". Pendant le XVIe siècle, la côte étant sous leur influence, est renommée "Slave Cost" (La côte des esclaves) après l'établissement cent ans auparavant de comptoirs de traite le long de ses rivières. Entre leur arrivée et jusqu'au XIXe siècle l'économie de la colonie repose sur ce commerce qui fait voyager 600 000 personnes sur ces fleuves pour les amener sur le marché international des esclaves. La première phase d'abolition de l'esclavage en 1761 au sein de l'Empire portugais ne concerne pas la future Guinée-Bissau. Celle de 1869 également puisque le pays sera sous juridiction portugaise seulement à partir de 1879. En effet le territoire appartient jusqu'à cette date au Kaabunké, qui échange les peuples peuls contre de l'alcool, des chevaux et des produits manufacturés des portugais. 
Cependant, une résistance émerge face à l'illégalité du traitement des peuples. Les habitants du Kaabu sont soumis à des inégalités très fortes et entre la fin du XIXe siècle et le milieu du XXe siècle, un conflit majeur oppose les populations fulani réprimées, le Fouta-Djallon aidés par l'armée portugaise et le peuple Mansa composant la majorité de la classe sociale supérieure au sein de l'État de Kaabunké. Ces derniers sont à l'origine des répressions, les portugais vont s'appuyer sur les divisions de la population pour remporter la victoire. En 1879 c'est la fin du conflit et la création de la province de Guinée portugaise. Les divisions sont toujours présentes et sont axées autour de la présence portugaise. Des années 1920 et jusqu'à l'indépendance le pays est soumis à un régime dictatorial. 

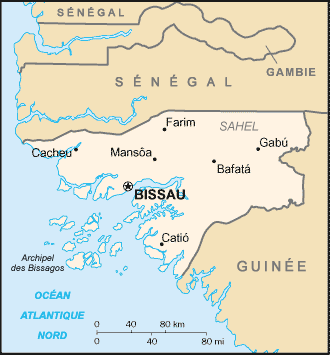
Carte actuelle de la Guinée-Bissau

## La dictature coloniale et les antagonismes
Travail forcé dans les plantations et pression fiscale sont les moteurs du territoire, cependant l'absence d'investissement local de la part de la métropole plonge la majorité de la population dans une misère importante.
Au milieu du XXe siècle, le système de hiérarchisation raciale est bien installé. Il est réparti entre les prolétaires, les assimilado et les citoyens. L'appartenance à telle ou telle classe se fait en fonction de l'éducation reçue, de l'emploi obtenu, de la quantité de terre possédée ou du service militaire effectué. L'opposition des opprimés, qui a mené à la chute du Kaabu, est l'instigateur de l'émergence de partis politiques d'opposition. 
D'un point de vue international, la Seconde Guerre mondiale renforce les mouvements de légitimation indépendantiste dans le monde entier. L'autorité européenne en Afrique s'amenuise avec le début de la décolonisation dès 1951 en Libye puis au Soudan et au Maroc notamment. Cette situation est suivie pendant la deuxième moitié du XXe siècle par la Guerre froide et l'opposition politique internationale entre le communisme et le capitalisme impérialiste américain. Les territoires portugais sont sous la coupe de Salazar, président du Conseil jusqu'en 1968, qui est fermement attaché à une politique colonialiste. Les États-Unis poussent le Portugal à conserver son pouvoir dans ses colonies pour lutter contre la montée du communisme en Afrique. Cependant au sein du pays les mouvements d'opposition prennent de plus en plus de place. Les plus importants au début des années 1960 sont le PAIGC (Parti africain pour l'indépendance de la Guinée et du Cap-Vert) créé en 1954 par Amilcar Cabral et le FLING créé à la même époque et dirigé par François Kankoila Mendy.

## Histoire du FLING
À sa création, le front de lutte pour l'indépendance nationale de la Guinée est inspiré du Parti démocratique guinéen créé par Sékou Touré. Afin de lutter contre la politique de Salazar, il réunit notamment les membres de l'UNGP. Il sera dirigé par François Mendy jusqu'au 28 décembre 1965.
Le mouvement se développe en opposition au PAIGC qui prône le marxisme-stalinien, ce qui sous-entend qu'il veut mettre en place un État à la tête duquel règne une personne qui est également dirigeant du parti unique et du seul syndicat du pays. Autrement dit, il n'y a pas de place prévue pour le FLING. Le PAIGC est le parti le plus important. Dans ce cadre, le FLING a peu de place dans les débats. Il en va de même pendant la guerre d'indépendance. En effet, dès 1963, les combats commencent et des documents évoquent une participation minime des membres du FLING sur le front nord aux côtés des membres armés du PAIGC. Après 1964, il n'y a plus aucune action armée en Guinée Portugaise de la part du FLING, ils tiennent un rôle symbolique de médiateurs politiques. 
Au déclenchement de la guerre d'indépendance, l'absence de cohésion et les antagonismes au sein du mouvement sont de plus en plus forts et causent une scission. Le FLING "combattant" et "orthodoxe", ils prônent respectivement une utilisation de la violence et une évolution pacifique du statut de leur région. Ce dernier est dirigé par Formose Gomes tandis que le second reste aux mains de François Mendy. Le premier sera majoritaire puisque au milieu des années 1960, Mendy est débouté de sa division. Deux ans après le début de la guerre, le Conseil des ministres de l'OUA reconnait le PAIGC comme étant le mouvement le mieux équipé et le mieux structuré pour le développement de la lutte, excluant dès lors le FLING.
À l'issue de la guerre d'indépendance en 1974, les membres subissent une répression forte. « Au temps du PAIGC un voleur était mieux traité qu'un militant du FLING ». 
À la fin des années 1970, le FLING se positionne comme la figure de l'histoire non officielle, celle qui s'oppose au PAIGC certains écriront que le parti utilise l'image floue d'une histoire alternative calquée sur l'histoire officielle dans un but électoral de séduction par l'opposition révolutionnaire et innovatrice. Le parti connaît alors un nouvel élan politique, motivé par la croissance de l'influence du PAIGC. 
Le slogan du FLING : « De la race des bananiers. Coupé, il renaît » correspond à l'évolution du parti entre 1974 à 1994. Les exécutions des membres du parti par l'État autoritaire dirigé par le PAIGC - soutenu par les États-Unis qui lutte contre le communiste en pleine Guerre froide - sont fréquentes. Les « ennemis du peuple » (FLING) tiennent bon grâce à la revendication de cette histoire alternative.
L'organisation du Parti africain pour l'indépendance de la Guinée et du Cap-Vert, entre l'indépendance et la fin des années 1980, se morcelle petit à petit. Le seul front de concertation n'a pas résisté aux divergences et aux ambitions hégémoniques de ses dirigeants. En novembre 1992 les difficultés se font sentir également pour le FLING. Le mouvement a pour but d’arriver à une alternance des pouvoirs mais c’est un échec, le mouvement est jeune et les rivalités sont trop fortes en son sein. De plus, le pays n’a pas de traditions politiques. Le FLING obtient aux élections législatives du 3 juillet 1992, 7475 voix qui donnent un siège à un député. C’est à ce moment qu'il est reconnu de facto comme parti politique. Un rapprochement a lieu en août 1993 lors d'un débat télévisé portant sur la contribution des partis à l'histoire du pays, opposant des représentants du PAIGC et du FLING, ce débat apaise les tensions.
Depuis la fin du XXe siècle, le parti s'essouffle avant de disparaître au début du XXIe siècle.